# Verónica Langer
Verónica Langer (11 de junio de 1953, Buenos Aires) es una actriz de cine, teatro y televisión que nació en Argentina y se nacionalizó mexicana.

## Biografía
Verónica entró a estudiar Medicina en su país natal, a la par que tomaba clases de actuación. Finalmente se dio cuenta de que la medicina no era lo suyo y se retiró de la carrera para dedicarse por entero a la actuación estudiando la licenciatura de teatro en el Instituto Nacional de Bellas Artes en México DF y la maestría en Letras Hispánicas por la UNAM. Antes, a los 21 años emigró de la Argentina junto a su familia debido a la dictadura militar, y se estableció en México. Ha participado en más de sesenta obras de teatro bajo la dirección de destacados directores como Julio Castillo, Héctor Mendoza, Enrique Singer, Mauricio García Lozano, entre otros. También ha incursionado en la producción con obras como "La casa limpia" de Sarah Rull y "La mujer justa" de Sándor Márai. Fue integrante del Elenco Estable de la Compañía Nacional de Teatro. Debutó en televisión con Infamia en 1981. Le siguieron otras telenovelas como Morir para vivir, Las secretas intenciones, Retrato de familia, La sombra del otro y la emblemática Mirada de Mujer entre muchas otras. Pero donde más se ha destacado ha sido en cine. Ha actuado en reconocidas películas como Miroslava, película autobiográfica acerca de la malograda actriz Miroslava Stern. Verónica, quien interpretaba a la madre de Miroslava, ganó el Ariel a Mejor Actriz de Cuadro por su actuación. Fue nominada dos veces más al premio en la categoría de Mejor coactuación femenina por las películas Novia que te vea y Cinco días sin Nora y como Mejor Actriz por Hilda. En 2016 obtuvo el reconocimiento como Mejor Actriz en el Festival de Cine de Morelia y el Cabrito de Cristal como Icono del Cine Mexicano en el Festival de Cine de Monterrey. En 2017 recibió el Ariel como Mejor Actriz por La Caridad de Marcelino Islas. También actuó en taquilleras películas como Y tu mamá también, El crimen del padre Amaro y Hasta el viento tiene miedo. También ha participado en series como Soy tu fan encarnando a la moderna Marta, Demencia de Jorge Michel Grau y La candidata producida por Giselle González. Se desempeña también como docente de la Carrera de Comunicación Social en la Universidad Autónoma Metropolitana.
En la actualidad está casada con José Luis González Fernández desde 1983.

## Filmografía

### Películas
- Noche de bodas - Josefa
- Soy tu fan: La película (2022) .... Marta Molina
- Clases de historia (2018) .... Vero
- La Caridad (2016) .... Angélica
- Hilda (2014) .... Susana Esmeralda Martínez
- Nos vemos papá (2011) .... Tía Úrsula
- Daniel y Ana (2009) .... Psicóloga
- Cinco días sin Nora (2009) .... Tía Leah
- Soy mi madre (2008) .... Clara
- Hasta el viento tiene miedo (2007) .... Dra. Bernarda
- El viaje de la nonna (2007) .... María
- Niñas mal (2007) .... Mamá de Heidi
- El búfalo de la noche (2007) .... Mamá de Gregorio
- Efectos secundarios (2006) .... Miss Lola
- Mar adentro (2004)
- En cualquier lugar (2004)
- El crimen del padre Amaro (2002) .... Amparito
- Y tu mamá también (2001) .... María Eugenia Calles de Huerta
- Todo el poder (2000) .... Frida
- Extravío (2000) .... Eva
- Llamadas obscenas (1996)
- El amarrador 3 (1995) .... Beatriz
- La orilla de la tierra (1994)
- Novia que te vea (1994) .... Raquel Groman
- Una maestra con Ángel (1994)
- Tiempo cautivo (1994)
- Miroslava (1993) .... Miroslava Becková de Stern
- La furia de un gallero (1992)
- Las buenas costumbres (1990) .... Martha
- Macho y hembras (1987)
- Amanecer (1984)

### Telenovelas
- Marea de pasiones (2024) .... Flavia
- Reputación dudosa (2022) .... Catalina[2]
- Mujer de nadie (2022) .... Martha Ibarra de Ortega[3]
- Imperio de mentiras (2020-2021) .... Piedad Ramírez[4]
- Rosario Tijeras (2018-2019) .... Aurora
- La candidata (2016-2017) .... Magdalena "Magda" Gómez
- Amor sin reserva (2014-2015) .... Karina de Cisneros
- Hombre tenías que ser (2013) .... Abril Ortega
- La otra cara del alma (2012-2013) .... Felicitas Durán
- Prófugas del destino (2010-2011) .... Rebeca Fernández de Acuña
- Pobre rico... pobre (2008-2009) .... La Jefa
- Amor en custodia (2005-2006) .... Alicia
- Mirada de mujer: El regreso (2003-2004) .... Rosario
- Lo que es el amor (2001-2002) .... Jacqueline "Jackie" Lomelí
- Tío Alberto (2000-2001) .... Maruja Sotomayor
- Tres veces Sofía (1998-1999) .... Elsa Cifuentes
- Mirada de mujer (1997-1998) .... Rosario
- Marisol (1996) .... Carmen Pedroza López
- La sombra del otro (1996) .... Fátima
- Retrato de familia (1995-1996) .... Mercedes de la Canal
- Las secretas intenciones (1992) .... Paty
- Morir para vivir (1989) .... Martha
- Infamia (1981)

### Series de TV
- Todo va a estar bien (2021) .... Ana Luisa[5]
- Esta historia me suena (2020) .... Lorena[6]
- La casa de las flores (2018-2020) .... Carmelita
- Hasta que te conocí (2016) .... Micaela
- Soy tu fan (2010) .... Marta
- Cambio de vida (2008)
- Lo que callamos las mujeres (2001) (Episodio "El resto de mi vida") .... Angélica
- Mujer, casos de la vida real (1995-1996)
- Destinos (1992) .... Pati
- Hora marcada (1990) (Episodio "El revólver") .... Locutora / Mamá

## Reconocimientos

### Premios Ariel
| Año  | Categoría                  | Película            | Resultado |
| ---- | -------------------------- | ------------------- | --------- |
| 2017 | Mejor actriz               | La caridad          | Ganadora  |
| 2016 | Mejor actriz               | Hilda               | Nominada  |
| 2010 | Mejor coactuación femenina | Cinco días sin Nora | Nominada  |
| 1994 | Mejor coactuación femenina | Novia que te vea    | Nominada  |
| 1993 | Mejor actriz de cuadro     | Miroslava           | Ganadora  |